# Saranac
Saranac es una villa ubicada en el condado de Ionia en el estado estadounidense de Míchigan. En el Censo de 2010 tenía una población de 1325 habitantes y una densidad poblacional de 425,61 personas por km².

## Geografía
Saranac se encuentra ubicada en las coordenadas 42°55′38″N 85°12′34″O / 42.92722, -85.20944. Según la Oficina del Censo de los Estados Unidos, Saranac tiene una superficie total de 3.11 km², de la cual 2.98 km² corresponden a tierra firme y (4.24%) 0.13 km² es agua.

## Demografía
Según el censo de 2010, había 1325 personas residiendo en Saranac. La densidad de población era de 425,61 hab./km². De los 1325 habitantes, Saranac estaba compuesto por el 97.43% blancos, el 0.15% eran afroamericanos, el 0.15% eran amerindios, el 0.38% eran asiáticos, el 0% eran isleños del Pacífico, el 0.83% eran de otras razas y el 1.06% pertenecían a dos o más razas. Del total de la población el 2.72% eran hispanos o latinos de cualquier raza.